# Gran Sinagoga de Budapest
La Gran Sinagoga de Budapest, conocida también como la Sinagoga de la Calle Dohány (en húngaro: Dohány utcai zsinagóga/nagy zsinagóga; en hebreo: בית הכנסת הגדול של בודפשט‎, bet hakneset hagadol šel budapešt; en alemán: Tabakgasse Synagoge), es la mayor sinagoga en Europa y la segunda más grande del mundo, después de la Congregación Emanu-El de Nueva York. Se levanta en el Distrito VII de Budapest, también conocido como Erzsébetváros. Cuenta con un aforo de 3.000 personas y es el centro de la comunidad judía neóloga, rama particular del judaísmo húngaro, consistente en sintetizar elementos del judaísmo reformado y ortodoxo, si bien con mayor influencia del primero. 
Este templo tiene 75 m de largo y 27 m de ancho y se construyó entre 1854 y 1859 en estilo neomorisco. Su decoración se basa fundamentalmente en modelos de la arquitectura islámica del norte de África y de la España morisca (en particular la Alhambra). El arquitecto vienés Ludwig Förster consideraba que no era posible identificar una arquitectura judía «típica» y, por tanto, utilizó «formas arquitectónicas identificables con grupos étnicos afines al pueblo israelita». El diseño interior se atribuye a Frigyes Feszl.

## Historia
La construcción de la Gran Sinagoga se enmarca en un contexto de gran auge de la comunidad judía de Pest, que a mediados del siglo XIX llegó a suponer alrededor de una quinta parte de la población total de la ciudad. Según el censo, si en 1848 había 170.000 judíos en Hungría, en 1860 eran ya 430.000, muchos de ellos procedentes de Prusia y la Polonia rusa, donde frecuentaban los pogromos. La mayoría de esta comunidad se concentraba en la capital. La ubicación de la sinagoga se debe a estar en pleno Distrito VII, el barrio judío de Pest. El negocio del tabaco estaba dominado por algunas familias judías, que tenían en la calle donde hoy se ubica la sinagoga numerosos almacenes y tiendas, de ahí el nombre de Dohány, tabaco en húngaro.
La comunidad judía encargó Ludwig Förster, un arquitecto católico de Viena, la construcción del templo, que empezó en 1854 y concluyó en 1859. La decoración del interior se debe al húngaro Frigyes Feszl. El 6 de septiembre de 1859 se inauguró con gran pompa la Gran Sinagoga, contando con la presencia de los principales rabinos de Hungría, así como con el cardenal János Sctiovsky, primado de Hungría, obispos protestantes, representantes de la corte imperial y miembros de las principales casas aristocráticas tanto húngaras como austríacas. Como parte del programa inaugural, Franz Liszt ofreció un concierto al interpretar varios piezas al impresionante órgano de 5.000 tubos.
Durante décadas, la Gran Sinagoga siguió siendo el centro de la principal comunidad judía de Budapest, sobreviviendo a los avatares de la turbulenta historia húngara, incluyendo el derrumbe del Imperio austrohúngaro en 1918.   
La sinagoga original fue bombardeada por el nacionalsocialista Partido de la Cruz Flechada, el 3 de febrero de 1939. Fue usada como base de radio alemana y como establo durante la Segunda Guerra Mundial. El edificio sufrió daños severos causados por ataques aéreos durante la ocupación nazi, especialmente durante el Sitio de Budapest.
Durante la era comunista la estructura, seriamente dañada, volvió a convertirse en la casa de culto para la ya muy disminuida comunidad judía. Su restauración comenzó en 1991 y se terminó en 1998. La restauración fue financiada por el Estado húngaro, así como por donaciones privadas.

## Exterior

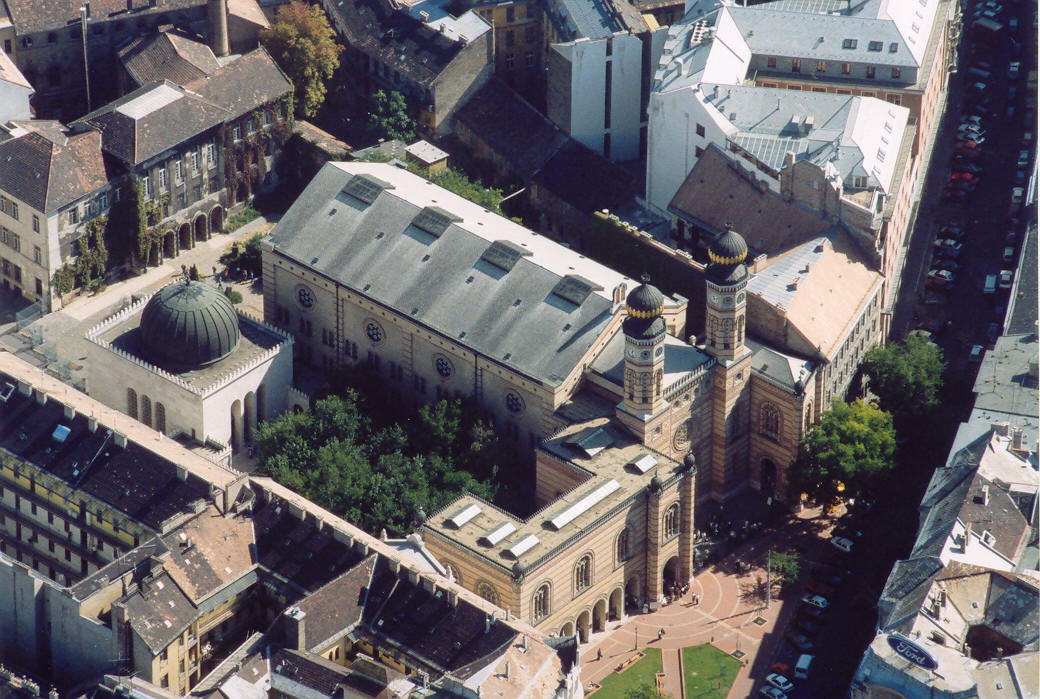
Vista aérea de la Gran Sinagoga

La Gran Sinagoga fue originalmente edificada en un área residencial. La casa en la cual Theodor Herzl nació estaba situada en una zona que actualmente forma parte del complejo de la sinagoga. El complejo de la Gran Sinagoga está formado por la propia sinagoga en sí, además del Museo Judío, el Templo de los Héroes, el cementerio judío y un memorial dedicado al Holocausto.

### Gran Sinagoga
El edificio tiene una longitud de más de 53 metros y 26,5 metros de ancho. Es de estilo arábe pero su diseño muestra una mezcla de estilos bizantino, románico y gótico. Cuenta con dos cúpulas situadas cada una sobre las dos torres octogonales de 43 metros de altura, además de una vidriera en forma de rosetón situada sobre la entrada principal.

### Museo Judío
El museo judío de la sinagoga está construido sobre la parcela en la que se encontraba la casa de dos pisos de estilo clasicista donde nació Theodor Herzl, situada de forma adyacente a la Gran sinagoga. El museo, construido entre 1930-1931 contiene una colección de reliquias religiosas, propiedad de la Pest Hevrah Kaddishah (Sociedad de enterramientos judíos); objetos rituales usados durante el Shabbat y salas dedicadas a las grandes fiestas judías y al Holocausto.

### Templo de los Héroes
La galería y Templo de los Héroes, con capacidad para 250 personas, es usada para los servicios religiosos los fines de semana y durante el invierno. Fue diseñado por Lázlo Vágó y Ferenc Faragó, y se añadió al complejo de la Gran Sinagoga en 1931. Es utilizado como memorial de todos aquellos judíos húngaros que perdieron la vida durante la Primera Guerra Mundial. Se calcula que, en los tres ejércitos del Imperio austrohúngaro (el húngaro, el austríaco y el imperial), sirvieron entre 300.000 y 350.000 judíos, de los cuales fallecieron en combate o de enfermedad entre 30.000 y 40.000.

### Cementerio Judío
El cementerio se localiza en el jardín trasero del Templo de los Héroes, entre el Museo Judío y la Gran Sinagoga. De acuerdo con las tradiciones judías, los cementerios no pueden estar en las instalaciones de las sinagogas, pero debido a que la sinagoga era parte del gueto judío, el complejo tuvo que dar refugio a parte de la comunidad judía que no tenía hogar en el interior del gueto. Esto implicó que durante la hambruna del invierno de 1944-1945, que junto con el frío extremo asoló el gueto, más de 2000 personas tuvieran que ser enterradas en las instalaciones de la sinagoga, pese a que esto va contra las tradiciones del pueblo judío.

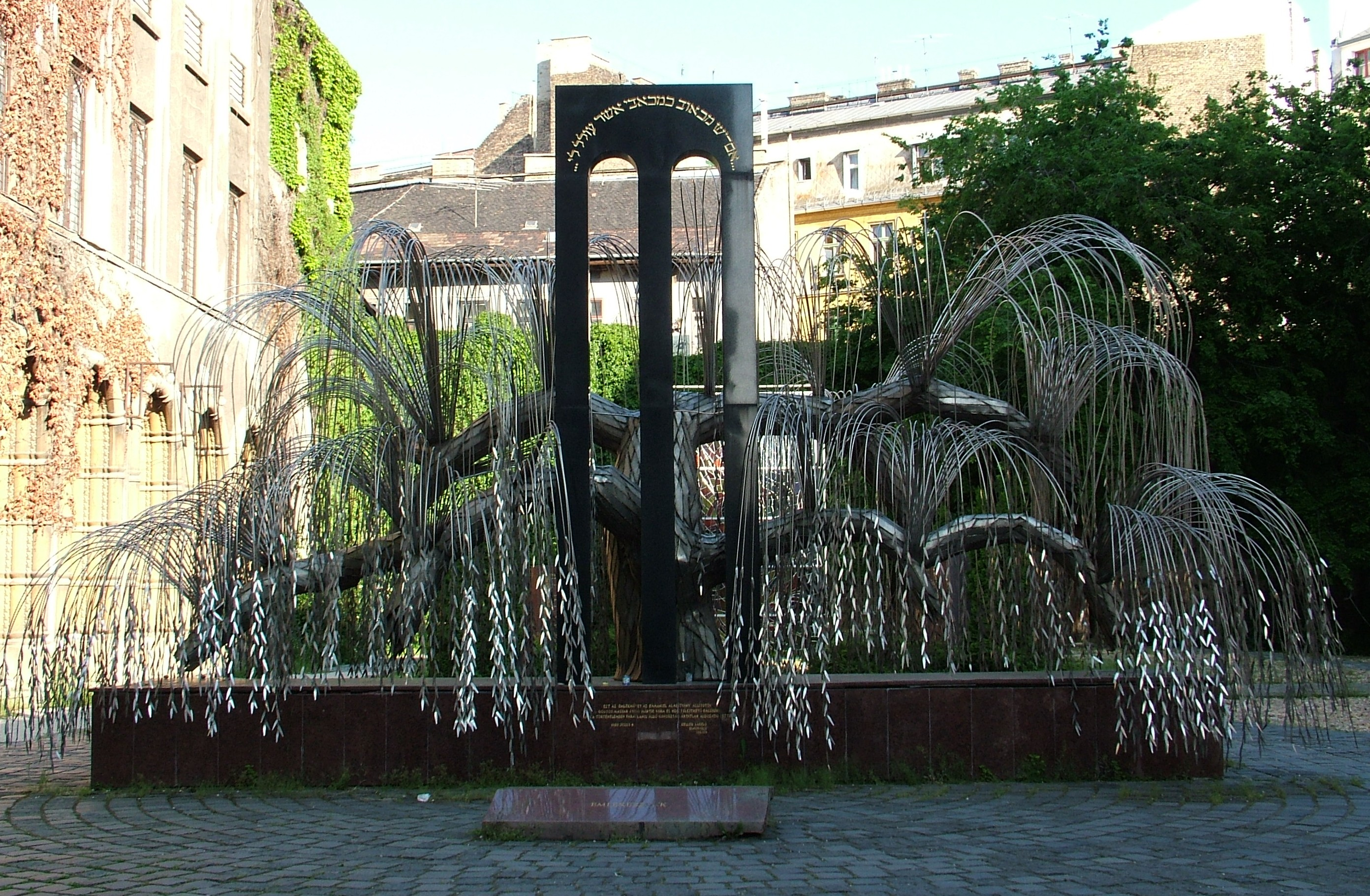
Memorial a los mártires judíos húngaros

### Parque memorial del Holocausto "Raoul Wallenberg"
El "Raoul Wallenberg" Emlékpark (parque memorial), en el patio trasero, contiene el Memorial a los mártires judíos húngaros —al menos 400 000 judíos húngaros fueron asesinados por los nazis—.  Construido por Imre Varga, se asemeja a un sauce llorón cuyas hojas llevan inscripciones con los nombres de las víctimas. Hay además un memorial dedicado a Wallenberg y otros Justos entre las Naciones, entre ellos: el vicecónsul suizo Carl Lutz; Giorgio Perlasca, un italiano que se hizo pasar por cónsul español, y continuando la obra de Ángel Sanz Briz, entregó pasaportes españoles a los judíos, haciéndolos pasar por sefardíes, aunque su origen fuera de otro tipo, consiguió salvar a 5000 judíos de Budapest; monseñor Angelo Rotta, un obispo italiano y nuncio apostólico de la Santa Sede en Budapest, que emitió documentos que alegaban que estaban bautizados para así salvarles de los trabajos forzados, así como pasaportes vaticanos junto con su secretario, monseñor Gennaro Verolino, durante la Segunda Guerra Mundial, misiones que consiguieron salvar a más de 15 000 judíos húngaros.

## Interior
La Gran Sinagoga tiene capacidad para 2.964 asientos (1.492 para hombres y 1.472 en las galerías femeninas, si bien no se suele respetar la separación de sexos durante las ceremonias religiosas) convirtiéndola en la más grande de Europa y la segunda del mundo
El edificio está compuesto por tres espaciosas y muy decoradas naves, dos balcones y, de manera extraordinaria, un órgano. El arca contiene varios rollos de torás salvados de sinagogas destruidas durante el Holocausto.
El arca que contiene las torás, así como los frescos de coloridas figuras geométricas, son obra del arquitecto húngaro Frigyes Feszl. Los asientos del piso principal están destinados a los hombres, mientras que la galería superior contiene los asientos femeninos.
Franz Liszt y Camille Saint-Saëns son dos de los músicos que han tocado alguna vez el órgano, compuesto por 5000 tubos y construido en 1859. Un nuevo órgano mecánico con 63 voces y 4 manuales, construido en 1996 por la firma alemana Jehmlich Orgelbau Dresden GmbH.Debido a que los judíos tienen prohibido todo trabajo manual en sabbat, son músicos cristianos los encargados de tocar el órgano durante las ceremonias religiosas celebradas dicho día. 

## Restauración
La restauración de la Gran Sinagoga se produjo en la década de 1990, coincidiendo con la vuelta de la democracia a Hungría. La reconstrucción duró tres años y contó con la donación de 5 millones de dólares americanos por parte de Estée Lauder hija de una inmigrante judía húngara. Se completó en 1996.

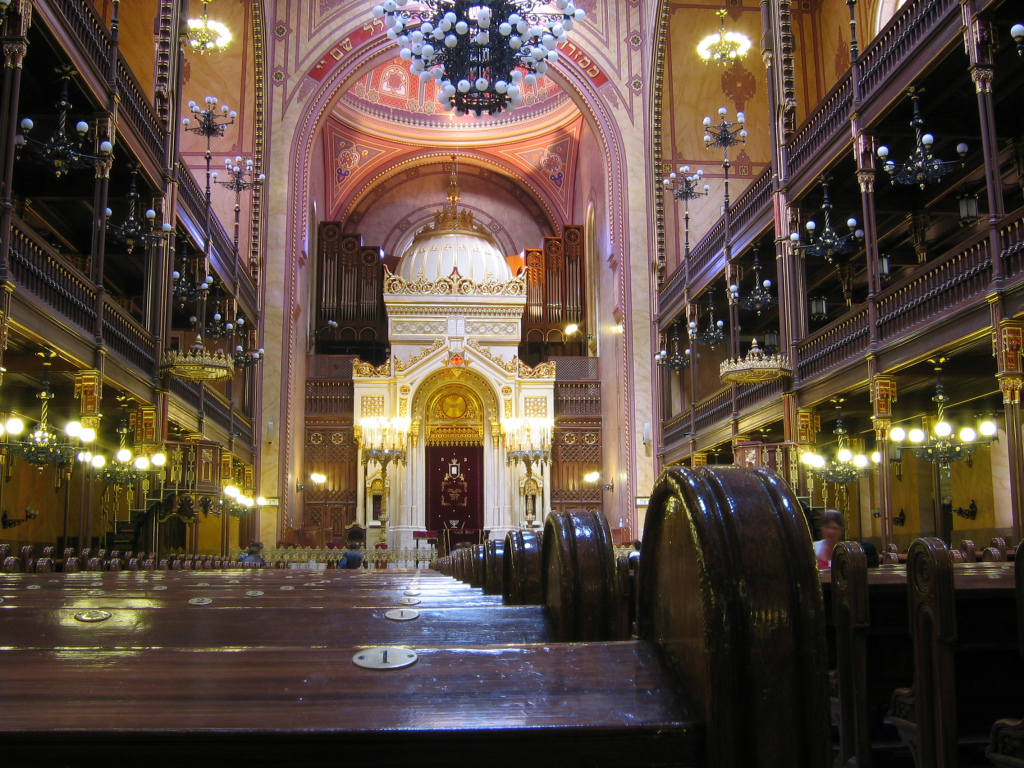
Vista interior.

## Acceso turístico
La forma más sencilla de llegar a la sinagoga es viajar con el metro 2/rojo hasta la estación Astoria y caminar en dirección opuesta al Danubio por la vía principal. La Sinagona estará a la derecha en la intersección de las calles Wesselényi y Dohány. Por otra parte se puede llegar viajando con los tranvías 47 y 49 hasta la misma Astoria y repetir el mismo trayecto como si se fuese en metro.